# 通正
通正（916年）是前蜀高祖王建的第三個年号，共计1年。

## 改元
- 永平五年——十二月二十一日，明年改元為通正元年。[2][3]
- 通正元年——十二月二十七日，明年改元為天漢元年，國名大漢。[4][5][6]

## 紀年對照表
| 通正 | 元年  |
| ---- | ----- |
| 公元 | 916年 |
| 干支 | 丙子  |

## 同期存在的其他政权年号
- 中國
  - 貞明（915年十一月至921年四月）：後梁—朱友貞之年號
  - 天祐（907年－923年）：晉—李存勗尊奉之年號
  - 天復（907年－922年）：岐—李茂貞尊奉之年號
  - 天祐（907年－919年）：吳—楊渥、楊隆演尊奉之年號
  - 天瑞景星（915年－916年）：大長和—鄭仁旻之年號
  - 天祐（907年－916年）：契丹—耶律阿保機尊奉之年號
  - 神册（916年－922年）：契丹—耶律阿保機之年號
  - 同慶（912年－966年）：于闐—尉遲烏僧波之年號
- 朝鮮半島
  - 正開（901年—936年）：後百濟—甄萱、甄神劍之年號
  - 政開（914年－918年）：後高句麗—弓裔之年號
- 日本
  - 延喜（901年－923年）：醍醐天皇之年号

## 參看
- 中國年號索引

## 深入閱讀
- 李崇智. . 北京: 中華書局. 2004年12月. ISBN 7101025129.
- 鄧洪波. . 臺北: 國立臺灣大學東亞經典與文化研究計劃. 2005年3月  [2022-01-03]. ISBN 9789860005189. （原始内容 (pdf)存档于2007-08-25）.

| 前一年號： 永平 | 前蜀年號 916年 | 下一年號： 天汉 |